# Gisela Henning

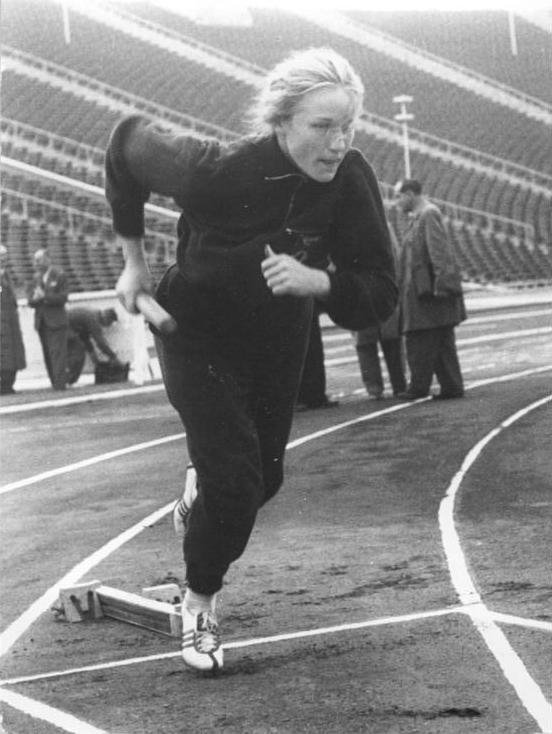
Gisela Henning 1956

Gisela Henning (* 25. November 1936 in Beelitz, Provinz Brandenburg; † 11. Dezember 2003 in Berlin) war eine deutsche Leichtathletin, die im Jahr 1956 an vier Weltrekorden im Staffellauf beteiligt war (4 × 100 Meter, 4 × 110 Yards, 4 × 200 Meter, 4 × 220 Yards).

## Staffel-Weltrekorde im Einzelnen (chronologisch)
(Jeweils in der DDR-Auswahl mit Gisela Henning, Christa Stubnick, Gisela Köhler, Bärbel Mayer)
- 4 × 110 Yards: 45,8 s am 29. Juli 1956 in Rostock
- 4 × 200 Meter und 4 × 220 Yards: 1:36,4 min am 29. Juli 1956 in Rostock
- 4 × 100 Meter (Weltbestleistung, kein offizieller Weltrekord): 45,2 s am 12. August 1956 in Leipzig

Gisela Henning startete für den SC Einheit Berlin.